# Micerino
Menkaura (fl. XXVI secolo a.C.) è stato un sovrano egizio della IV dinastia, meglio conosciuto con il nome ellenizzato di Micerino (Mykerinos), in Erodoto, e Menkheres, in Manetone. Talvolta il nome può comparire anche come Micherino.
Secondo lo storico ellenistico Manetone, sarebbe stato il successore del faraone Bikheris (Baka), mentre le evidenze archeologiche permettono di stabilire che fu l'immediato successore di Chefren, suo padre. Micerino è famoso per la sua tomba, la Piramide di Micerino, a Giza, e per la triadi statuarie che lo raffigurano affiancato da divinità o dalle consorti Khamerernebti II e Rakhetra.

## Biografia

### Famiglia

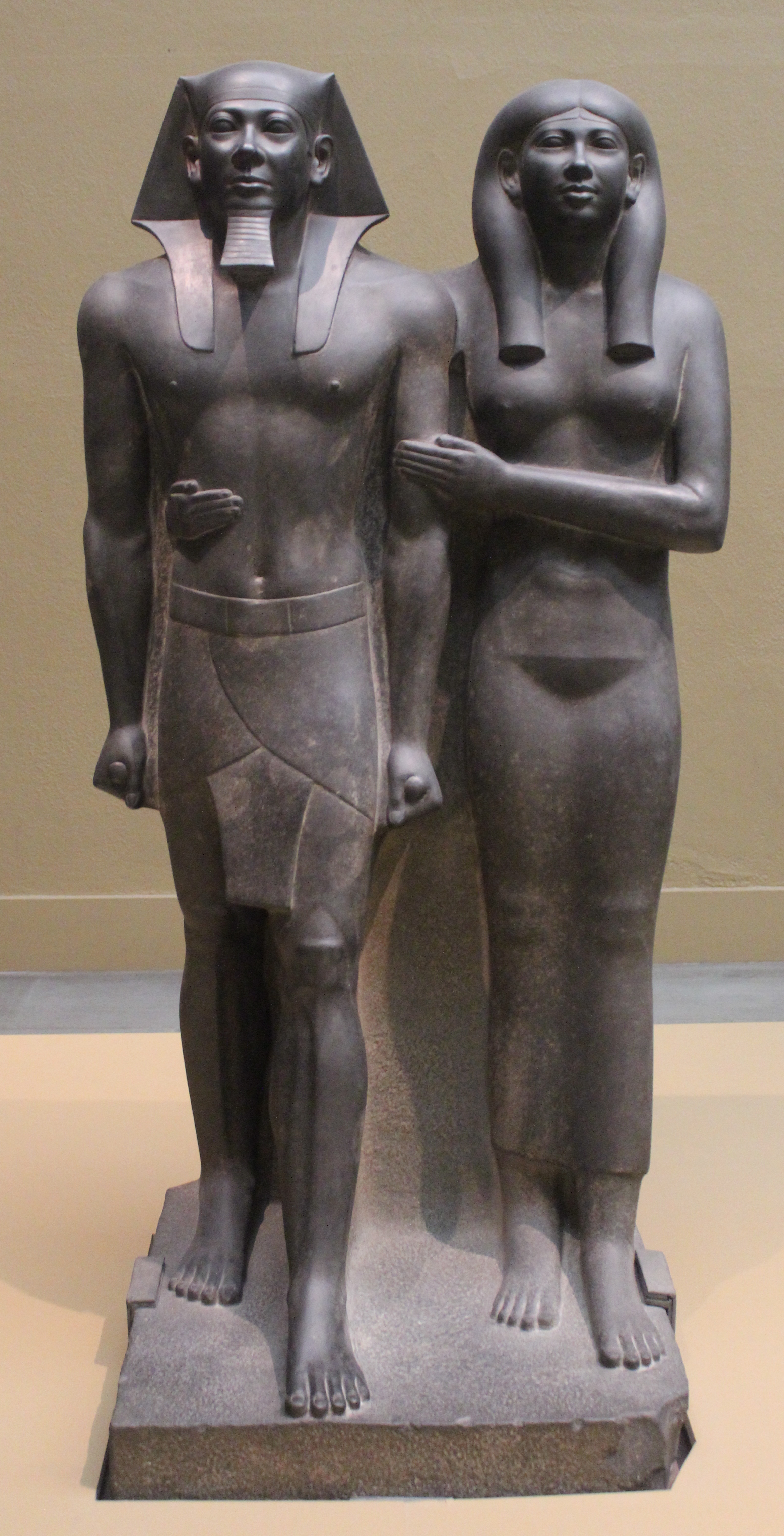
Statua di Micerino e della regina Khamerernebti II, in grovacca, rinvenuta nel tempio mortuario del faraone a Giza. Museum of Fine Arts, Boston.

Micerino è figlio del faraone Chefren ed è nipote di Cheope. Un coltello di selce rinvenuto nel tempio funerario di Micerino menziona Khamerernebti I con il titolo di Madre del Re (nello specifico, di Micerino): tale ritrovamento ha suggerito che Chefren e la sua regina fossero genitori di Micerino. Sono note due mogli di Micerino:
- la regina Khamerernebti II, figlia di Khamerernebti I e madre di un figlio del re chiamato Khuenra. la posizione della tomba del principe Khuenra mostra che fu figlio di Micerino, facendo così di sua madre una moglie del re[10][11].
- la regina Rakhetra è nota come figlia di Chefren e identificabile, con buone probabilità, come moglie di Micerino[10].

Non si ha traccia di molti figli di Micerino:
- Khuenra era figlio della regina Khamerernebti II. Non successe a Micerino, pur essendone il figlio più anziano: onore che spettò al principe Shepseskaf, un figlio minore del faraone[12].
- Shepseskaf fu il successore di Micerino e molto probabilmente suo figlio.
- Sekhemra, noto grazie a una statua.
- Erodoto menziona una figlia morta in giovane età. Sarebbe stata inumata in un ambiente finemente decorato nel grande palazzo di Sais, all'interno di un sarcofago zoomorfo, in legno rivestito d'oro e decorazioni purpuree, a forma di vacca o toro inginocchiato, con il disco solare fra le corna[13].
- Khentkaus I, sposa dei faraoni Shepseskaf e Userkaf[14].

La corte reale includeva anche numerosi fratelli e fratellastri di Micerino. Nebemakhet, Duaenra, Nikaura e Iunmin, fratelli del sovrano, ricoprirono l'incarico di visir. Sekhemkara potrebbe essere stato molto giovane: divenne visir dopo la morte di Micerino.

### Regno

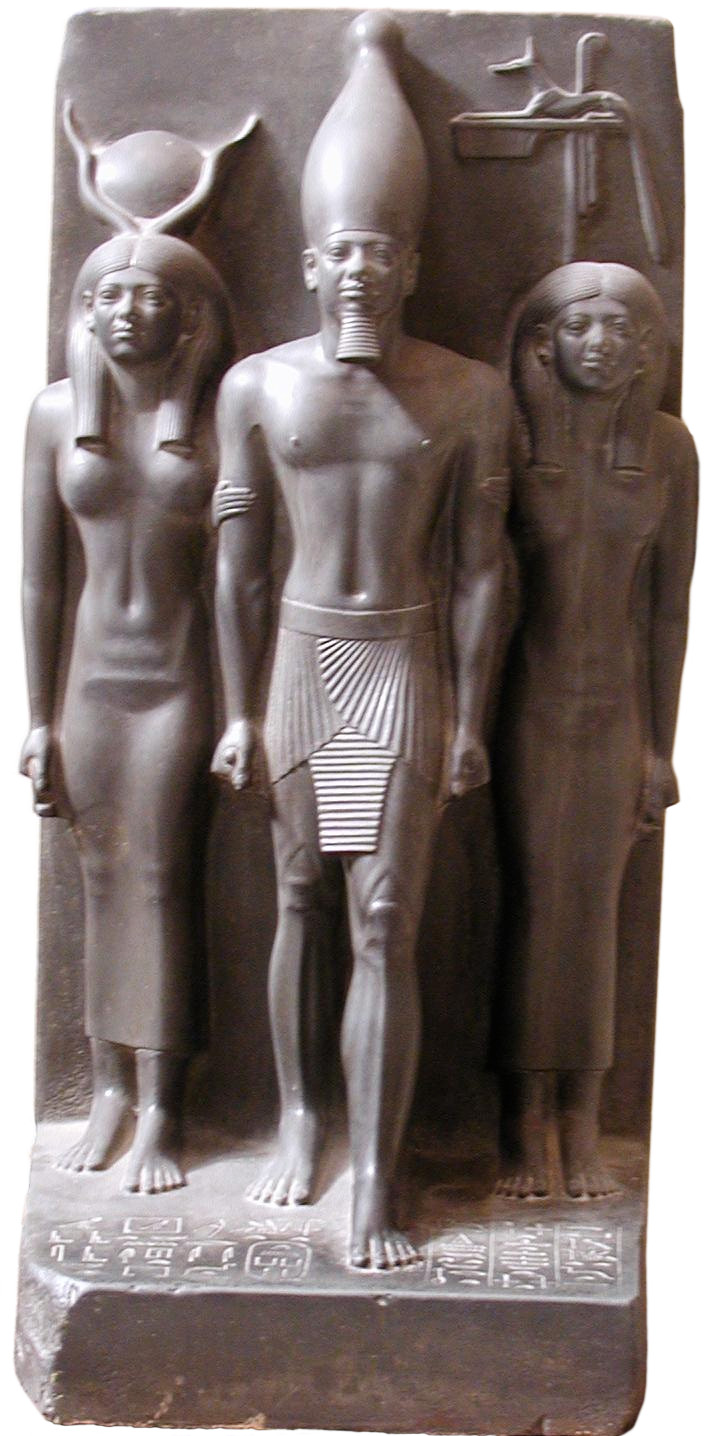
Micerino tra le dee Hathor e Anput, in grovacca. Museo egizio del Cairo.

La durata del regno di Micerino è incerta. Lo storico tolemaico Manetone gli attribuì 63, non credibili, anni di regno: sicuramente un'esagerazione. Il Papiro dei Re, o Canone reale, conservato al Museo egizio di Torino, è danneggiato proprio nel punto su cui dovrebbe comparire il computo degli anni; è stata effettuata la seguente ricostruzione: ..?.. + 8 anni di regno. Di conseguenza, gli egittologi ritengono che vi fossero indicati 18 anni di regno - tesi generalmente accettata. La datazione più alta per Micerino, ossia il graffito di un artigiano contemporaneo, è il suo undicesimo censimento del bestiame (biennale, di regola, fin dai tempi di Snefru), alcuni studiosi sono propensi ad attribuirgli un regno di circa 22 anni o, tenendo conto di alcune irregolarità nello svolgimento dei censimenti del bestiame e stando alla ricostruzione del Canone, 18 anni.
Il complesso sepolcrale di Micerino si trova a Giza; la piramide, detta Menkaura è divino, più piccola di quella dei suoi predecessori, rimase incompleta nel rivestimento, che avrebbe dovuto essere interamente di granito rosso di Assuan; inoltre i mattoni grezzi impiegati in gran parte del corridoio sopraelevato e del tempio funerario indicano una probabile morte prematura del titolare. Non si sa nulla, comunque, delle circostanze della morte di Micerino.
Nel 2013 è stata ritrovata una parte di una sfinge di Micerino nel sito archeologico di Tel Hazor, in Palestina, presso l'entrata dell'antico palazzo della città.

## Complesso piramidale di Micerino

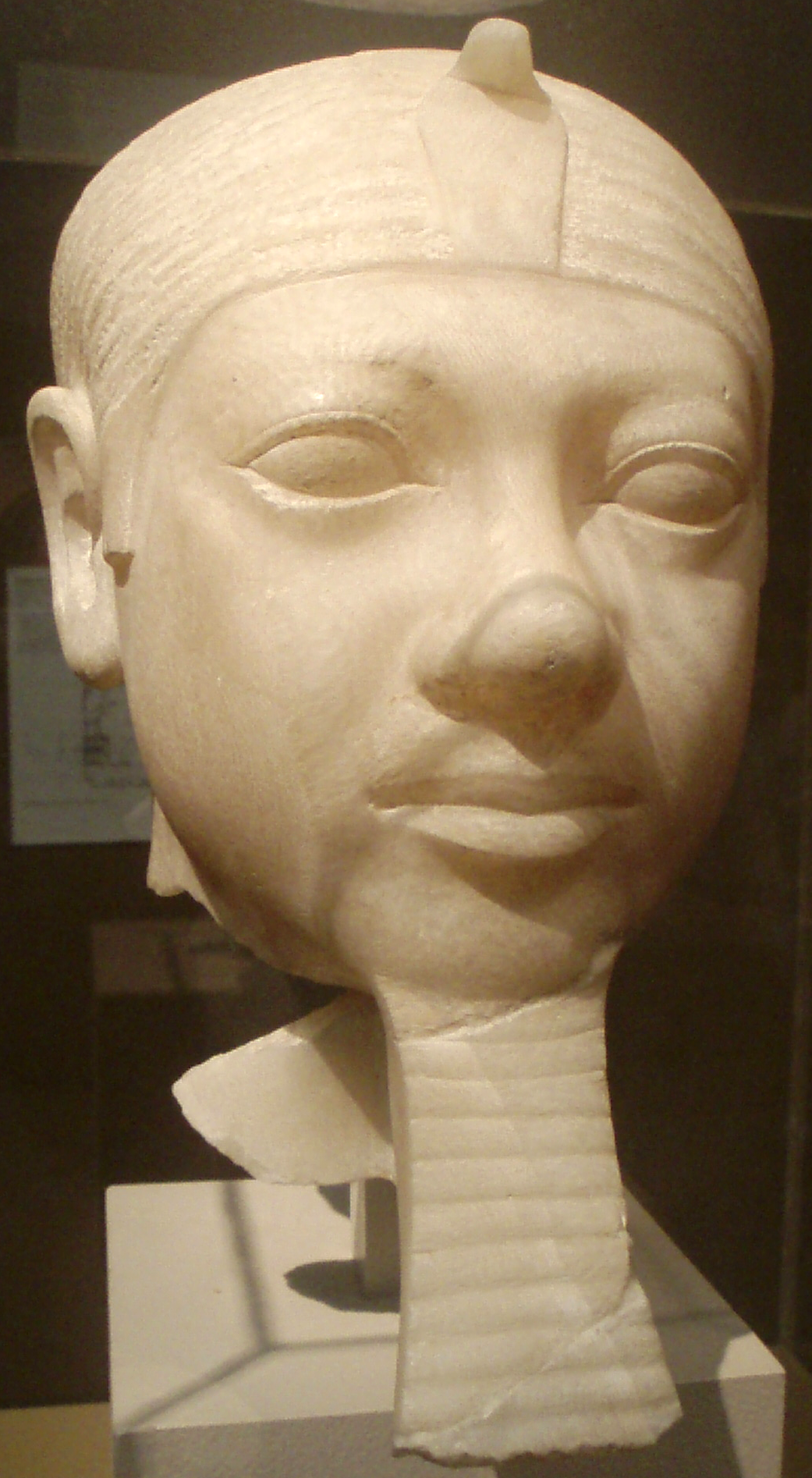
Testa frammentaria di Micerino, in alabastro. Museum of Fine Arts, Boston.

La piramide di Micerino a Giza era chiamata Netjer-er-Menkaura, che significa Menkaura è Divino. È la più piccola delle tre piramidi di Giza, e accanto ad essa si trovano tre piramidi minori, o sussidiarie. Queste piramidi sono classificate rispettivamente G-IIIa (piramide sussidiaria orientale), G-IIIb (piramide sussidiaria di mezzo) e G-IIIc (piramide sussidiaria occidentale). Nella cappella associata alla G-IIIa fu rinvenuta la scultura di una regina. Sembra verosimile che tali sepolcri siano stati concepiti per le regine consorti di Chefren. Khamerernebti II fu forse sepolta in una di queste piccole piramidi.

### Il tempio a valle e le sue statue
Il tempio funerario a valle era un edificio costruito principalmente in mattoni e accresciuto sotto la V e VI dinastia. Da questo tempio provengono le famose statue di Micerino che lo affiancano alla moglie o a varie divinità. Una lista parziale include:
- triade raffigurante la dea Hathor come Signora del Sicomoro, assisa con le braccia intorno a Micerino e la deificazione del nomo di Ermopoli, entrambi stanti, in grovacca, al Museum of Fine Arts di Boston (09.200)[20].
- triade raffigurante Micerino, Hathor come Signora del Sicomoro e la deificazione del nomo di Tebe, stanti, in grovacca, al Museo egizio del Cairo (Ent. 40678)[21].
- triade raffigurante Micerino, Hathor come Signora del Sicomoro e la dea Anput, stanti, in grovacca, al Museo egizio del Cairo (Ent. 40679)[22].
- triade raffigurante Micerino, Hathor come Signora del Sicomoro e la dea Bat, stanti, in grovacca, al Museo egizio del Cairo (Ent. 46499)[23].
- Statua doppia di Micerino e della regina Khamerernebti II, stanti, in grovacca, priva di iscrizioni, al Museum of Fine Arts di Boston (11.1738)[24].
- Statua di Micerino in trono, a grandezza naturale, frammentaria, in alabastro, al Museo egizio del Cairo (Ent. 40703).

### Sarcofago

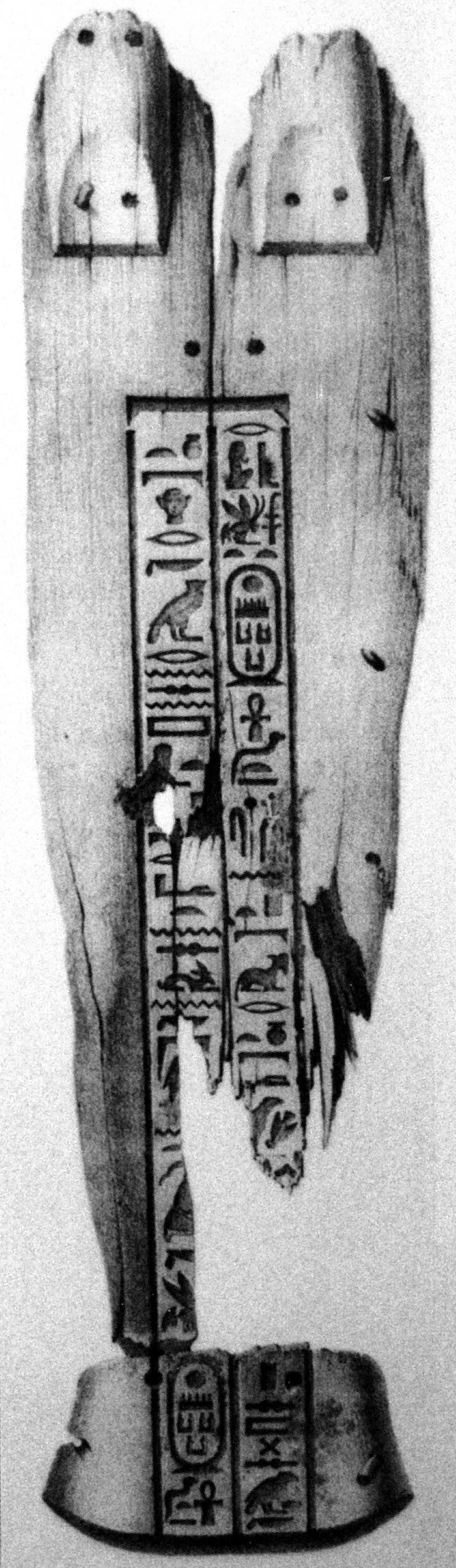
Disegno raffigurante un sarcofago frammentario con cartiglio di Micerino, ma ascrivibile alla XXVI dinastia egizia (672 a.C. - 525 a.C.). Disegno di Richard Vyse, 1840.

Nel 1837, l'ufficiale inglese Richard William Howard Vyse e l'ingegnere John Shae Perring diedero l'avvio a scavi all'interno della piramide di Micerino. Nella principale camera sepolcrale della piramide rinvennero un grande sarcofago in basalto, lungo 2 metri e 44 centimetri, largo 91 centimetri e profondo 89 centimetri. Sul sarcofago erano del tutto assenti iscrizioni in geroglifici; era però decorato in modo da assomigliare alla facciata di un palazzo. Furono inoltre scoperti i resti di un sarcofago antropoide in legno recante il cartiglio di Micerino e uno scheletro parziale, avvolto in una stoffa di bassa qualità. Il sarcofago fu asportato dalla piramide e imbarcato per Londra, destinato al British Museum, ma la nave mercantile Beatrice affondò dopo essere salpata da Malta il 13 ottobre 1838. Gli altri materiali furono spediti con un'altra nave e si trovano nel museo britannico; il feretro ligneo in esposizione permanente.

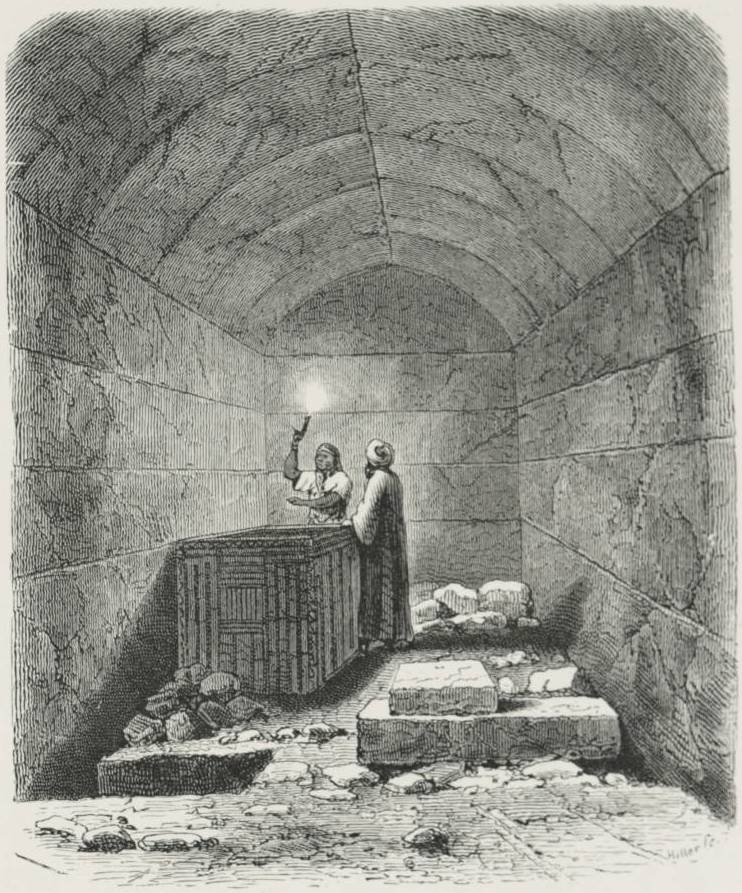
La camera sepolcrale di Micerino con il suo sarcofago, oggi perduto.

Oggi si ritiene comunemente che il feretro in legno fosse una sostituzione fabbricata durante il periodo detto saitico, coincidente con la XXVI dinastia (672 a.C. - 525 a.C.), oltre due millenni dopo la morte di Micerino. Le datazioni al radiocarbonio hanno permesso di stabilire che le ossa rinvenute al suo interno appartengono a un'epoca ancora più tarda, e cioè al primi secoli dopo Cristo (periodo copto).

## Leggende e testimonianze tarde

### Erodoto
L'antico scrittore greco Erodoto, vissuto due millenni dopo Micerino, scrisse nelle sue Storie (libro II) che Micerino fu figlio di Cheope (versione grecizzata del nome originale Khufu) e che alleviò le sofferenze inflitte dal padre - che una leggenda descriveva come un malvagio despota - alla popolazione egizia. Lo scrittore greco aggiunge che Micerino ebbe a patire molte sventure: la sua unica figlia, la cui salma sarebbe stata inumata in un toro di legno rivestito d'oro, morì prima di lui; Erodoto scrive di aver visto tale sarcofago tauriforme a Sais. Inoltre, narra Erodoto, l'oracolo di Buto avrebbe predetto al faraone che gli sarebbero rimasti solo sei anni di regno. Il racconto spiega come riuscì a ingannare la profezia grazie a una astuzia:
(Erodoto, Storie II, 133)

L'affidabilità di Erodoto nelle pagine che riguardano l'Egitto è spesso criticata; l'egittologia tende a ritenerlo disinformato e fantasioso, giudizio peraltro avvalorato dalle evidenze archeologiche.

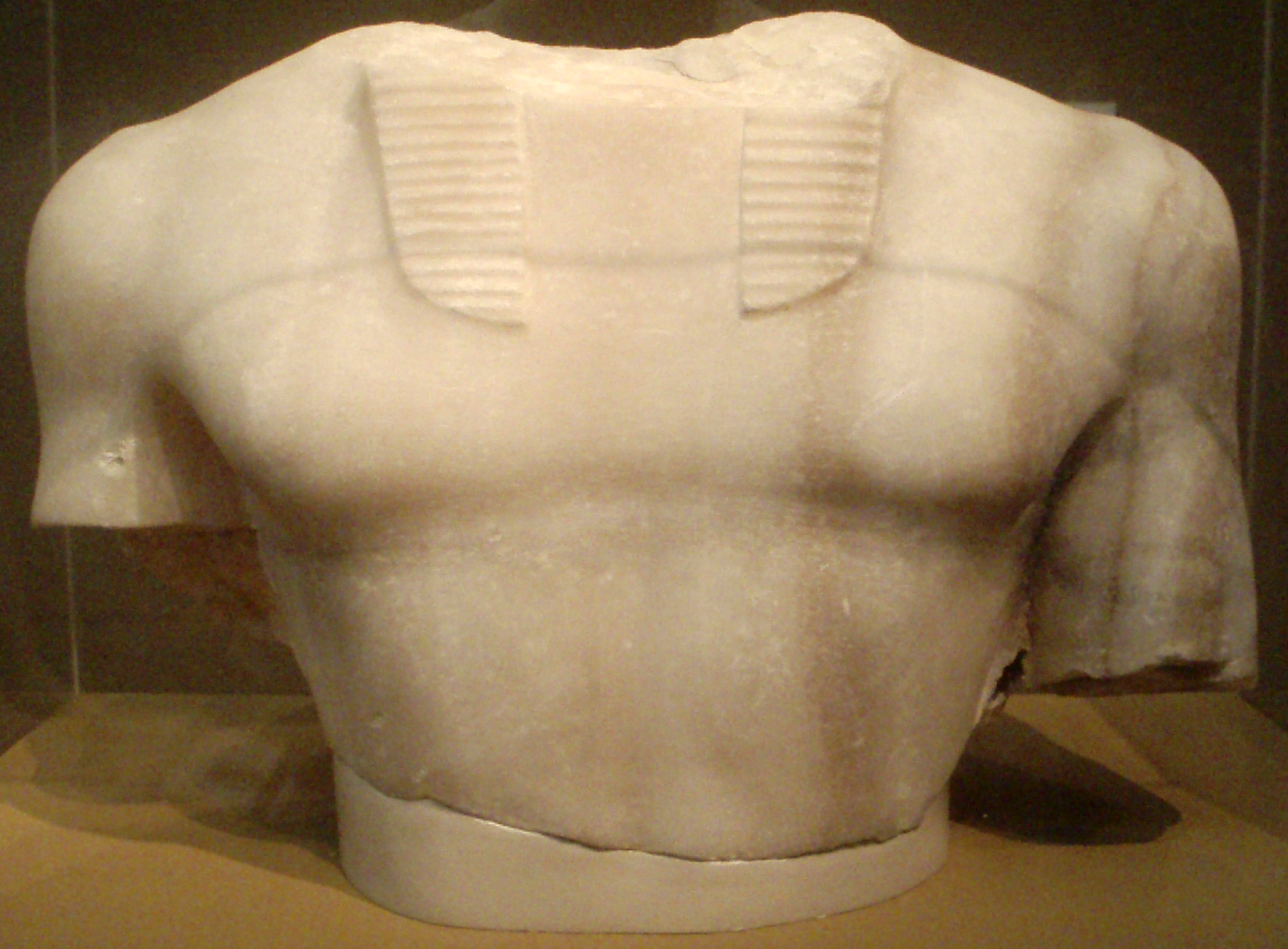
Torso di una statua frammentaria di Micerino, in alabastro (11.3146). Museum of Fine Arts, Boston.

## Liste reali
| N5 | mn · n | D28 · Z2 |

| N5 | mn · n | D28 · Z2 |

| N5 | mn · n | D28 · Z2 |

| N5 | mn · n | D28 · Z2 |

| N5 | mn · n | D28 · Z2 |

| N5 | mn · n | D28 · Z2 |

| N5 | mn · n | D28 · Z2 |

| N5 | mn · n | D28 · Z2 |

| N5 · mn | D28 · D28 | D28 |

| N5 · mn | D28 · D28 | D28 |

| N5 · mn | D28 · D28 | D28 |

| N5 · mn | D28 · D28 | D28 |

| N5 · mn | D28 · D28 | D28 |

| N5 · mn | D28 · D28 | D28 |

| N5 · mn | D28 · D28 | D28 |

| N5 · mn | D28 · D28 | D28 |

| HASH |

| HASH |

| HASH |

| HASH |

| HASH |

| HASH |

| HASH |

| HASH |

## Titolatura
| G5 |

| G5 |

| D28 | E1 | F32 |

| D28 | E1 | F32 |

| D28 | E1 | F32 |

| D28 | E1 | F32 |

| D28 | E1 | F32 |

| D28 | E1 | F32 |

| D28 | E1 | F32 |

| D28 | E1 | F32 |

| G16 |

| G16 |

| D28 | E1 |

| D28 | E1 |

| G8 |

| G8 |

| R8 · G5 · S12 |

| R8 · G5 · S12 |

| M23 · X1 | L2 · X1 |

| M23 · X1 | L2 · X1 |

| N5 · mn | D28 · D28 | D28 |

| N5 · mn | D28 · D28 | D28 |

| N5 · mn | D28 · D28 | D28 |

| N5 · mn | D28 · D28 | D28 |

| N5 · mn | D28 · D28 | D28 |

| N5 · mn | D28 · D28 | D28 |

| N5 · mn | D28 · D28 | D28 |

| N5 · mn | D28 · D28 | D28 |

| G39 | N5 |

| G39 | N5 |

| inesistente |

| inesistente |

| inesistente |

| inesistente |

| inesistente |

| inesistente |

| inesistente |

| inesistente |

Il nome Horo compare anche nella variante:
| G5 |

| G5 |

| D28 | D52 · F32 |

| D28 | D52 · F32 |

| D28 | D52 · F32 |

| D28 | D52 · F32 |

## Datazioni alternative
| Autore        | Anni di regno         |
| ------------- | --------------------- |
| von Beckerath | 2514 a.C. - 2486 a.C. |
| Dodson        | 2493 a.C. - 2475 a.C. |
| Malek         | 2488 a.C.- 2460 a.C.  |